# Umicar Infinity

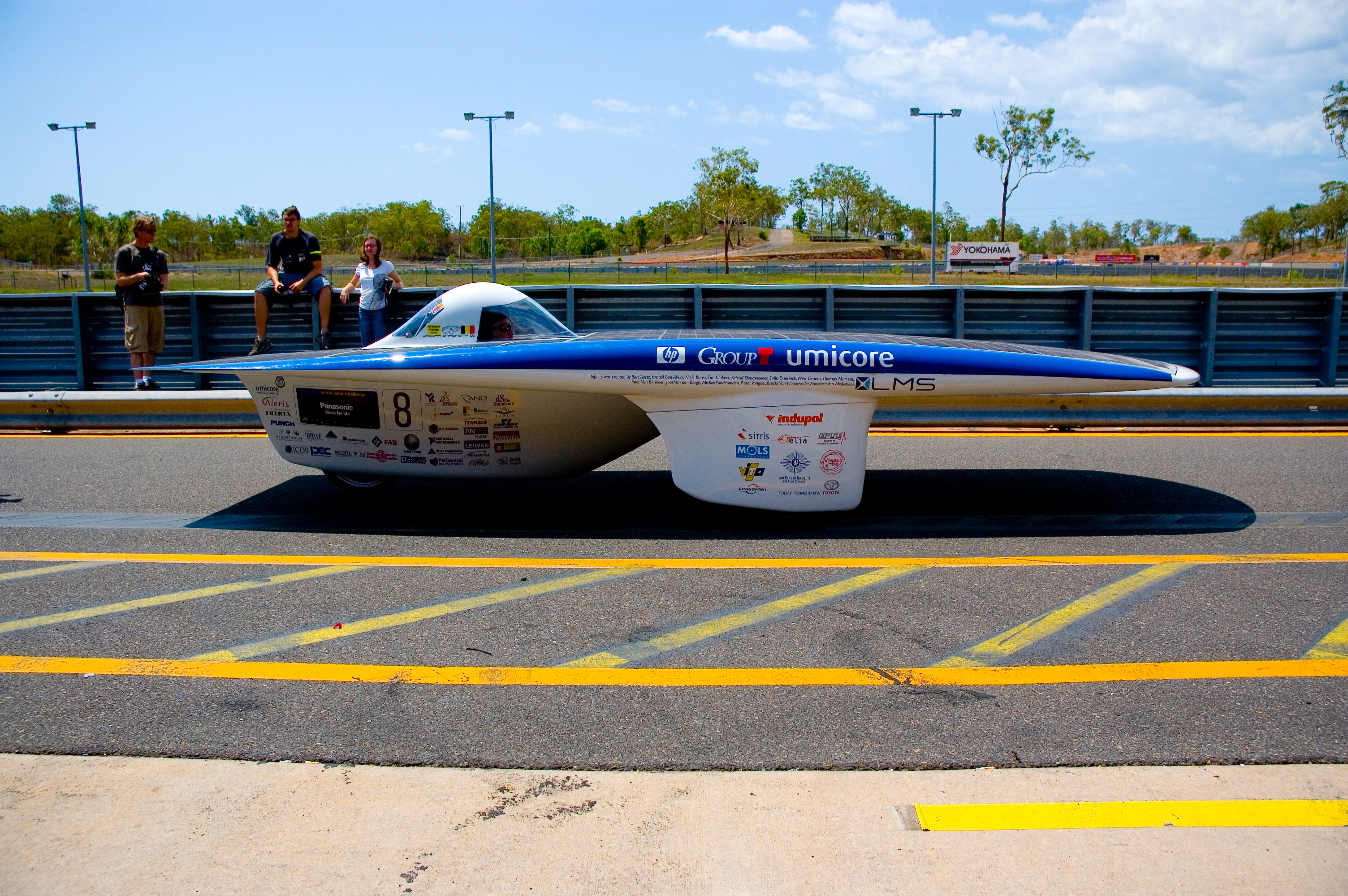
Umicar Infiity

De Umicar Infinity is de zonnewagen van het Umicore Solar Team dat verbonden is aan de hogeschool Groep T uit Leuven. De Umicar Infinity nam deel aan de World Solar Challenge 2007 (WSC). 
Umicar Infinity was de snelste bij de kwalificatie en mocht als eerste starten in de challenger-klasse. Na de eerste racedag lag de auto op kop. Op de tweede racedag had de Umicar Infinity een mankement aan de stuurinrichting waardoor er twee uur gesleuteld moest worden aan de wagen en het team de eerste plek verloor aan de Nuna 4. Umicar Infinity finishte uiteindelijk als tweede in het algemeen klassement, op ongeveer anderhalf uur achterstand. 